# Biosfeerreservaat van de monarchvlinder
Het biosfeerreservaat van de monarchvlinder (Spaans: Reserva de la biosfera de la Mariposa Monarca) is een ecoregio en 56.000 ha groot biosfeerreservaat in Mexico op de grens van de staat Mexico en Michoacán in de Trans-Mexicaanse Vulkanengordel. Het gebied werd een Mexicaans biosfeerreservaat onder president José López Portillo in 1980 en werd in 2008 tijdens de 32e sessie van de Commissie voor het Werelderfgoed van de UNESCO uitgeroepen tot werelderfgoed en toegevoegd aan de werelderfgoedlijst.
Op een kleine zone in het reservaat (onder meer in de omgeving van Zitácuaro) overwinteren jaarlijks van oktober tot maart enorme kolonies van monarchvlinders die hierheen trekken vanuit het oosten van Noord-Amerika. Het totale aantal wordt geschat op een miljard vlinders, verspreid over 14 kolonies van enkele ha in het gebied met in die kolonies densiteiten van 6 tot 60 miljoen monarchen per hectare. De kolonies liggen op het grondgebied van Ocampo, Angangueo, Zitácuaro en Contepec in Michoacán en Donato Guerra, Villa de Allende en Temascalcingo in de staat Mexico. De site is de overwinteringsplaats van ruim de helft van de grote oostelijke populatie van de Amerikaanse monarchen. Hoewel lokaal goed gekend, werd de locatie pas in 1975 ontdekt door de Canadese zoöloog/lepidopteroloog Fred Urquhart. Urquhart schreef er een artikel over in National Geographic Magazine.
Agavelandschap en oude industriële faciliteiten van Tequila · Hydraulisch systeem van het aquaduct van Padre Tembleque · Oude Mayastad en beschermde tropische regenwouden van Calakmul, Campeche · Historische versterkte stad Campeche · Precolumbiaanse stad Chichén Itzá · Centrale Universiteitsstadscampus van de Nationale Autonome Universiteit van Mexico · Biosfeerreservaat El Pinacate y Gran Desierto de Altar · El Camino Real de Tierra Adentro · Precolumbiaanse stad El Tajín · Franciscaanse missieposten in de Sierra Gorda van Queretaro  · Historische stad Guanajuato en aangrenzende mijnen · Hospicio Cabañas, Guadalajara · Eilanden en beschermde gebieden in de Golf van Californië · Luis Barragánhuis en -studio · Historisch Centrum van Mexico-Stad en Xochimilco · Vroeg-16e-eeuwse kloosters op de hellingen van de Popocatépetl · Historisch centrum van Morelia · Historisch centrum van Oaxaca en Monte Albán · Precolumbiaanse stad en nationaal park Palenque · Archeologische zone van Paquimé, Casas Grandes · Historisch centrum van Puebla · Historische monumentenzone van Querétaro · Revillagigedo-archipel · Biosfeerreservaat van de monarchvlinder · Rotstekeningen van de Sierra de San Francisco · Beschermde stad San Miguel en het Heiligdom van Jesús de Nazareno de Atotonilco · Sian Ka'an · Precolumbiaanse stad Teotihuacan · Historische monumentenzone van Tlacotalpan · Precolumbiaanse stad Uxmal · Walvisreservaat van El Vizcaíno · Archeologische monumentenzone van Xochicalco · Historisch centrum van Zacatecas · Tehuacán-Cuicatlánvallei: oorspronkelijke habitat van Mesoamerika
- Virtual International Authority File: 316432433